# Catamecia bacheri
Catamecia bacheri är en fjärilsart som beskrevs av Otto Staudinger 1901. Catamecia bacheri ingår i släktet Catamecia och familjen nattflyn. Inga underarter finns listade i Catalogue of Life.